# BKK Gruner + Jahr
Die BKK Gruner + Jahr war eine Krankenkasse mit Hauptsitz in Itzehoe. Die Kasse gab an, einen Schwerpunkt auf Prävention und Gesundheitsvorsorge zu setzen, und trug deshalb den Namenszusatz Die Präventionskasse.
Die BKK Gruner + Jahr wurde im Jahr 1999 als Betriebskrankenkasse des Druck- und Verlagshauses Gruner + Jahr gegründet. Im Jahr 2001 wurde die BKK für alle Versicherten geöffnet. Zum 1. Januar 2009 hat sich die BKK Gruner + Jahr mit der Novitas Vereinigte BKK zusammengeschlossen und firmiert jetzt unter dem Namen Novitas BKK.

## Struktur
Die BKK Gruner + Jahr hatte Geschäftsstellen in Berlin, Hamburg und München. Geöffnet war die BKK in den Ländern Baden-Württemberg, Bayern, Berlin, Hamburg, Hessen, Nordrhein-Westfalen, Rheinland-Pfalz und Schleswig-Holstein. Die BKK Gruner + Jahr hatte etwa 105.000 Versicherte (Stand 1. September 2007)
Vorstand der BKK Gruner + Jahr war Rainer Tietz. Verwaltungsratsvorsitzender war Günter Maschke, Bereichsleiter Personal Gruner + Jahr.